# Сент-Клерсвілл (Пенсільванія)
Сент-Клерсвілл (англ. St. Clairsville) — місто (англ. borough) в США, в окрузі Бедфорд штату Пенсільванія. Населення — 76 осіб (2020).

## Географія
Сент-Клерсвілл розташований за координатами 40°9′21″ пн. ш. 78°30′39″ зх. д. / 40.15583° пн. ш. 78.51083° зх. д. (40.155862, -78.510762).  За даними Бюро перепису населення США в 2010 році місто мало площу 0,08 км², уся площа — суходіл.

## Демографія
Згідно з переписом 2010 року, у селищі мешкало 78 осіб у 31 домогосподарстві у складі 22 родин. Густота населення становила 996 осіб/км².  Було 34 помешкання (434/км²).
Расовий склад населення:
| - 93,6 % — білих - 1,3 % — чорних або афроамериканців - 1,3 % — осіб інших рас |

До двох чи більше рас належало 3,8 %. Частка іспаномовних становила 1,3 % від усіх жителів.
За віковим діапазоном населення розподілялося таким чином: 26,9 % — особи молодші 18 років, 60,3 % — особи у віці 18—64 років, 12,8 % — особи у віці 65 років та старші. Медіана віку мешканця становила 37,3 року. На 100 осіб жіночої статі у селищі припадало 110,8 чоловіків;  на 100 жінок у віці від 18 років та старших — 119,2 чоловіків також старших 18 років.
Середній дохід на одне домашнє господарство  становив 51 321 долар США (медіана — 53 750), а середній дохід на одну сім'ю — 61 567 доларів (медіана — 67 679). За межею бідності перебувало 5,4 % осіб, у тому числі 0,0 % дітей у віці до 18 років та 0,0 % осіб у віці 65 років та старших.
Цивільне працевлаштоване населення становило 22 особи. Основні галузі зайнятості: виробництво — 45,5 %, освіта, охорона здоров'я та соціальна допомога — 13,6 %, транспорт — 9,1 %, будівництво — 9,1 %.